# Andrea Horn
Andrea Horn, nom de scène de Hedi Prien (née le 10 novembre 1933 à Vienne) est une chanteuse autrichienne.

## Biographie
Hedi Prien grandit à Vienne et prend des cours de piano pendant ses années d'école. Elle chante dans la chorale de l'école puis intègre l'école de l'Österreichischer Rundfunk pour des émissions en allemand et en anglais.
Après la maturité, elle chante des voix de fond pour la maison de disques Polydor, elle présente dans des singles de Peter Kraus et Ted Herold notamment. Suivent des enregistrements avec le trio féminin Die Glorias ; ses partenaires sont Helga Schramm, Inge Buchner et Susanne Adorjan. Elle obtient son plus grand succès en duo avec Trixie Kühn sous le nom de Honey Twins. En tant que soliste, elle prend part à des singles pour Austrophon, Mastertone et Elite records sous le nom de Hedi Prien, parfois aussi sous le nom de Hedy Prien. En 1959, elle fait une tournée en Allemagne avec l'orchestre de Max Greger. Hedi Prien rencontre Wyn Hoop le jour de la Saint-Nicolas 1959 dans le studio de l'ARD et décide de mettre fin au duo. Elle perd son contrat avec Polydor, signe avec Philipps, collabore avec Hoop et prend le nom d'Andrea Horn. En juin 1961, Andrea Horn épouse Wyn Hoop.
En 1966, elle participe à une tournée de six semaines de la Grèce au Japon avec Wyn Hoop et le Südwestfunktanzorchester dirigé par Rolf-Hans Müller, envoyés par l'Office des Affaires étrangères en tant que représentants de l'Allemagne. Une tournée au Mexique et une apparition à l'exposition universelle d'Osaka suivent.
Teldec sort le premier album commun avec Wyn Hoop, sous le nom de Wyn & Andrea, avec de la musique folk internationale. D'autres LP suivent, certains chez Ariola. En duo et en solo, elle fait des apparitions à la télévision (Musik aus Studio B, ZDF-Hitparade, Drei mal Neun avec Wim Thoelke) et des stations de radio jusqu'en 1978.
En 1978, le couple met fin à sa carrière musicale après avoir échoué à trouver le succès. Les deux se consacrent désormais à leur passe-temps favori, la voile. Ils écrivent plusieurs guides de voyage nautiques pour la maison d'édition hambourgeoise Edition Maritim. Elle vit avec son mari à Hambourg.

## Discographie

### Solo
Hedy/i Prien
- 1956: In ganz Brasilien / Adolar (Mastertone)
- 1961:  Eine blaue Zauberblume / Roter Wein und Musik in Toskanien / Wenn / Patricia (Donaulandzusammen avec Kay Twins et Rudi Kreuzberger)
- 19??: Schlager-Parade mit Hedi Prien (EP, Disco-Club)
- 19??: Spiele Guitar, Sammy / Chica Mexica (Mastertone, Hedi Prien und die Swingstars)
- 19??: Tra-la-la / In ganz Brasilien (Mastertone, Hedi Prien und die Swingstars)
- 19??: Hula Hup / Capitano (Austroton, Hedi Prien und das Orchester Lutz Albrecht)
- 19??: Nur du, du, du Allein (To Know Him Is to Love Him) / Der Rote Mohn (Donauland)

Andrea Horn
- 1961: Yes, das ist Kopenhagen (Ariola)
- 1962: Sommernacht (Philips)
- 1964: Dalagatan 10, Stockholm (Kärleksland) / Spiel nicht mit der Liebe (Ariola)
- 1971: Soley, Soley (Sonne, Sonne) (Decca)
- 1972: Ring-E-Ding-E-Dong (Decca)
- 1973: In Amsterdam (Decca)

Avec Wyn Hoop
- 1969: Komm mit, schönes Kind (Decca)
- 1971: Brezelchen / Hey, heut fang ich ein neues Leben an (Decca)

### Wyn & Andrea
Albums
- 1965: Folklore International (Decca)
- 1972: Trommeln, Tänze, Tropennacht (Decca)
- 1976: Ich hab dich lieb (United Artists Records)
- 19??: Danke Freunde (United Artists Records)

Singles
- 1962: Mister und Missis (John Mason Whitney III) / Rot, rot blüht der Mohn  (Ariola)
- 1972: Angelina / Machs wie der Clown (Decca)
- 1974: Deinetwegen – Meinetwegen (M Music)
- 1975: Der Nachbar (United Artists Records)
- 1976: Deine Liebe (True Love) (M Music)
- 19??: Alle Menschen brauchen Liebe (M Music)
- 19??: Danke Freunde (United Artists Records)

### Avec Die Gloria-Sisters
- 1955: Dudel-Dudel-Dandy / Billy, Oh Billy (Polydor)
- 1955: Die Gloria Sisters (Polydor)
- 1955: Silberne Möve / Im Gasthaus Zur Laterne (Polydor)
- 1955: Was haben die Matrosen in Singapur gemacht / Orchestrion-Jonny (Polydor)
- 1956: Tanz bei Onkel Joe (Polydor)
- 1956: Das Schifferklavier / In der Roten Schenke von Sansibar (Polydor)

### Avec Honey Twins
Singles
- 1959: Charly Brown (Polydor)
- 1959: Modell 1910 (Polydor)
- 1959: Das ist prima (Polydor, zusammen mit James Brothers)
- 1960: …nur ein Küsschen (Polydor)
- 1960: Banjo Boy (Decca)
- 1960: Honey Twins (Polydor)
- 1960: Zeig mir bei Nacht die Sterne (Polydor)
- 1960: Tingelingeling, mein Banjo singt / Joe Brown, der Clown (Cathy's Clown) (Polydor)

Compilation
- 1984: Nur ein Küsschen (LP, Bear Family Records; CD : 2000)